# Масерије Секијаро (Изернија)
Масерије Секијаро је насеље у Италији у округу Изернија, региону Молизе.
Према процени из 2011. у насељу је живело 18 становника. Насеље се налази на надморској висини од 787 м.